# Tolo
Tolo är en ort i Grekland.   Den ligger i prefekturen Nomós Argolídos och regionen Peloponnesos, i den södra delen av landet, 90 km sydväst om huvudstaden Aten. Tolo ligger 10 meter över havet och antalet invånare är 1 460.
Terrängen runt Tolo är kuperad åt nordost, men söderut är den platt. Havet är nära Tolo söderut. Närmaste större samhälle är Nafplion, 7,1 km nordväst om Tolo. 